# Cotoneaster soongoricus
Cotoneaster soongoricus là loài thực vật có hoa trong họ Hoa hồng. Loài này được (Regel) Popov mô tả khoa học đầu tiên năm 1935.